# Zhouornis
Zhouornis es un género extinto de ave enantiornita conocida del Grupo Jehol del Cretácico Inferior (etapa Aptiense) de la provincia occidental de  Liaoning, noreste de China. Zhouornis fue nombrado por primera vez por Zihui Zhang, Luis M. Chiappe, Gang Han y Anusuya Chinsamy en 2013 y la especie tipo es Zhouornis hani.